# AruGas
Die AruGas N.V. ist ein privates  Gasversorgungsunternehmen auf der Karibikinsel Aruba mit Monopolstatus. Sitz ist in Oranjestad.

## Geschichte
Das Unternehmen wurde 1940 gegründet. 
In der Vergangenheit wurden die Gasflaschen bei der Lago-Raffinerie in San Nicolas befüllt, wo das Produkt durch Raffinerieverfahren hergestellt wurde. In den 1950er Jahren richtete Arugas seine eigenen Einrichtungen ein, um die Gasflaschen zu füllen. Seit der Schließung der Raffinerie, wird das Gas von verschiedenen Anbietern, wie von der Golfküste oder Trinidad und Venezuela importiert. 1996 errichtet Arugas eine weitere Anlage im Hafen von Barcadera (San Nicolas-Zuid), wo die Gastanker anlegen. Arugas unterhält dort auch ein eigenes Gastanklager. 
Die abgefüllten Gasflaschen werden von AruGas zu den Haushalten geliefert. Durchschnittlich verbraucht ein Haushalt zum Kochen bis zu drei Gaszylinder pro Jahr. Der Preis für Haushaltsgas ist von der Regierung subventioniert. Gas wird für Heizung, Klimaanlage, Küche oder zum Fahren von Kraftmaschinen und den Betrieb von Generatoren genutzt.